# Jean Franko
Jean Franko, pseudonimo di Jean Carlos Garcia Romero (Macuto, 5 dicembre 1979) è un attore pornografico venezuelano, che lavora in film pornografici gay.

## Biografia
Nato il 5 dicembre 1979 a Macuto in Venezuela, nel 1999 si trasferisce in Europa per lavorare come modello.
Ha vissuto per due anni in Italia, più precisamente a Milano, in seguito ha vissuto in Svizzera e in Germania, prima di stabilirsi definitivamente a Barcellona, in Spagna.
A Madrid lavora come modello per lo stilista spagnolo Francis Montesinos, per il quale ha sfilato dal 2002 al 2003, durante la "Cibeles Madrid Fashion Week". A Milano ha posato per il fotografo Gian Paolo Barbieri e ha lavorato come modello showroom per Tommy Hilfiger. Ha preso parte come ballerino e curatore della coreografie per un videoclip dei Gipsy Kings.
Debutta come attore pornografico per il regista Lucas Kazan, partecipando al film Italian for the Beginner. Nel corso della sua carriera lavora principalmente per Kazan e per Kristen Bjorn, ma ha lavorato anche per la più importanti case di produzioni statunitensi come Falcon Studios e Raging Stallion. Per la Kristen Bjorn Productions è apparso in molti film, incarnando il perfetto stereotipo del macho latino, in linea con gli standard della casa di produzione. È apparso sulle copertine e in servizi fotografici per le riviste gay Torso, Honcho e Latino Inches.
Di forte impatto mascolino, grazie al fisico muscoloso e alla barba curata, si impone nella industria pornografica gay principalmente come attivo, alcune volte come passivo, dotato di un pene non circonciso di 21.5 cm. L'attore possiede un vistoso tatuaggio sul bicipite destro e uno sul retro della coscia destra, fatto per coprire una cicatrice, avuta a causa di un incidente motociclistico.
Jean Franko ha avuto diversi riconoscimenti a livello internazionale, vincendo per due anni consecutivi il GayVN Award come miglior attore in una produzione straniera. Continua a lavorare come porno attore per la Lucas Kazan Productions e la Kristen Bjorn Productions, e collabora anche con svariati siti internet come Menatplay.com.

## Premi
- GayVN Award 2007 - Miglior attore per un film straniero (The School for Lovers)
- GayVN Award 2008 - Miglior attore per un film straniero (The Men I Wanted)
- HeatGay 2007 - Miglior attore
- GayVN Award 2009 - Miglior scena di sesso di gruppo (Skin Deep, Part 1 & 2)
- JRL Gay Film Awards 2010 - Best Latin Top Performer[4]
- Hard Choice Awards 2011 - Best Daddy-Boy Scene (con Philippe Delvaux) (Rough/Tender)

## Filmografia
- Italian for the Beginner (2004) Lucas Kazan Productions
- Taking Flight (2004) Falcon Studios
- Love and Lust (2005) Lucas Kazan Productions
- Manville: The City of Men (2005)[5] Kristen Bjorn Productions
- Decameron: Two Naughty Tales (2005)[6] Lucas Kazan Productions
- The School for Lovers (2006)[7] Lucas Kazan Productions
- Fire Dance (2006) Kristen Bjorn Productions
- Collin O'Neal's London (2006)[8] Raging Stallion Studios, Collin O'Neal Productions
- Rocks & Hard Places, Part 1 (2007) Kristen Bjorn Productions
- Rocks & Hard Places, Part 2 (2007) Kristen Bjorn Productions
- El Rancho (2007) Kristen Bjorn Productions
- The Men I Wanted (2007) Lucas Kazan Productions
- Du Muscle (2007) Citebeur Productions
- Du Zob (2007) Citebeur Productions
- Italians and Other Strangers (2008) Lucas Kazan Productions
- Action! Parts 1 & 2: Director's Cut (2008) Kristen Bjorn Productions
- Skin Deep, Part 1 (2008) Kristen Bjorn Productions
- Skin Deep, Part 2 (2008) Kristen Bjorn Productions
- Pizza Cazzone (2009) Cazzo Film - Berlin Productions
- Bulging Boxers (2009) Alphamale Media - Hairy Hunx Productions
- Out On The Hit (2009) Alphamale Media - Hairy Hunx Productions
- Pride (2009) Kristen Bjorn Productions
- Big Business (2009) Cazzo Film - Berlin Productions
- Collin O'Neal's Turkey (2009) Collin O'Neal Productions
- Furry Fuckers (2009) Alphamale Media - Hairy Hunx Productions
- Stag Reel (2010) Raging Stallion Studios Releasing - StagHomme Productions
- RoughTender (2010) Lucas Kazan Productions
- Missing (2010) Lucas Entertainment Productions
- Pizza Cazzone (2010) Cazzo Film
- Stag Candy (2010) Raging Stallion Studios Releasing - StagHomme Productions
- Giuseppe and His Buddies (2010) Lucas Kazan Productions
- Hole Puncher (Dark Alley Media) (2010)
- Hustlers (2011) Menatplay Productions
- Men in Love (Lucas Entertainment) (2011)